# لي كا شينج
إن السيد كا شينج لي، حاصل على ميدالية بوهينيا الكبرى ووسام رتبة الإمبراطورية البريطانية، وقاضي الصلح (وُلِدَ في 13 يونيو 1928 في تشاوتشو(Chaozhou)، الصين) هو قُطْب أعمال وفاعل خير من هونغ كونغ . كما يُعد لي أغنى رجل آسيوي في العالم و تاسع أغنى رجل في العالم بثروة تُقدر بحوالي 25.5 مليار دولار في 2012. كما أنه يعمل حاليًا كرئيس لشركة هوتشيسون وامبو المحدودة وشركة تشيونج كونج القابضة ؛ ومن خلال هاتين الشركتين أصبح كاشينج أكبر مُشغّل لمحطات الحاويات في العالم و كذلك أكبر تاجر تجزئة لمستحضرات التجميل في العالم .
ولأنه يعتبر من أقوى الرموز في آسيا، أطلقت مجلة آسيا ويك على لي لقب «أقوى رجل في آسيا» في عام 2001.حيث استحوذت شركاته على نسبة 15% من القيمة السوقية لأسهم بورصة هونغ كونغ. كما كرمت مجلة فوربس وعائلة فوربس (Forbes family) لي كا شينج بأول جائزة من نوعها «جائزة مالكوم فوربس للإنجازات الحياتية» (Malcolm S. Forbes Lifetime Achievement Award) في 5 سبتمبر 2006، في سنغافورة. وعلى الرغم من ثروته، عُرف عن لي اتباعه أسلوبًا للحياة خاليًا من التكلُف، كما اشتهر بإرتدائه حذاءً رسميًا أسود اللون وساعة يد ليست بغالية ماركةسيكو، وذلك على عكس منزله الذي يقع في واحدة من أكثر ضواحي هونغ كونغ ثراء ديب واتر باي في جزيرة هونغ كونغ (Deep Water Bay). و يُعد من أكثر فاعلي الخير عطاءً في آسيا ، حيث تبرع حتى الآن بأكثر من 1.41 مليار دولار أمريكي للمؤسسات الخيرية والأعمال الإنسانية الأخرى المختلفة.
وغالبًا ما يُطلق على لي لقب «سوبرمان» في هونغ كونغ وذلك لبراعة أعماله. 
وُلِدَ لي كا شينج في تشاوتشو (Chaozhou) في إقليم كونجدنج، بالصين، عام 1928 من أسلاف تيوتشو.
ولقد توفيَ والد لي كا شينج في هونغ كونغ. مما ترتب عليه تحمل لي عبء معيشة الأسرة، فاضطر إلى ترك مدرسته قبل أن يبلغ الخامسة عشر من عمره وحصل على عمل في شركة لتجارة البلاستيك حيث كان يعمل ست عشرة ساعة في اليوم. وبحلول عام 1950، تمكن لي من إنشاء شركة صناعات تشيونج كونج الخاصة به. ومن صناعة البلاستيك، استطاع لي قيادة وتطوير شركته لتصبح شركة استثمار عقاري قيادية في هونغ كونغ والتي ادرجت في بورصة هونغ كونغ عام 1972.كما توسعت شركة تشيونج كينج بعد استحواذها على شركة هوتشيسون وامبو و شركة هونغ كونغ الكهربائية المحدودة في عام 1979 وعام 1985 على التوالي.

## وصلات خارجية
- لي كا شينج على موقع الموسوعة البريطانية (الإنجليزية)
- لي كا شينج على موقع مونزينجر (الألمانية)
- لي كا شينج على موقع إن إن دي بي (الإنجليزية)

- Profile at Cheung Kong Holdings
- Profile at فوربس
- أخبار مُجمّعة وتعليقات عن لي كا شينج في موقع صحيفة نيويورك تايمز.
- Li Ka-shing Biography, Reference for Business
- Li Ka Shing: The superman of the orient
- World's Most Powerful Men
- New Ruler of the Information Superhighway

لي كي شينج